# Ботаническа градина, Борика
Вижте пояснителната страница за други значения на Борика.
Борика е ботаническа градина в село Борика, община Ихтиман. Отворена е за посетители на 5 юни 2016 г. от географа Ясен Иванов.
Първоначално ботаническата градина е разположена на площ от около 5 декара, но в края на 2020 г. тя вече се разпростира върху 9 декара. Намира се в най-югозападната част на Вакарелска планина сред широколистни гори, поляни, пасища и ливади. Отворена е за посещения от средата на месец април до края на ноември. В нея са засадени над 300 вида растения от Европа, Азия, Африка, Австралия, Северна и Южна Америка.